# (2009) Voloshina
.
(2009) Voloshina (1968 UL; 1926 FF; 1929 TO; 1957 WF2; 1959 EC; 1970 EL1; 1973 SP6; 1973 SU3) ist ein Asteroid des Hauptgürtels, der am 22. Oktober 1968 von Ljudmila Iwanowna Tschernych im Krim-Observatorium entdeckt wurde.
Der Asteroid wurde nach der sowjetischen Partisanin Wera Danilowna Woloschina (1919–1941) benannt.